# Krummhörn (Vogelschutzgebiet)
Das Vogelschutzgebiet Krummhörn (Kennung V 04) ist ein Vogelschutzgebiet im Landkreis Aurich sowie auf Teilbereichen der Stadt Emden des Bundeslandes Niedersachsen. Es ist etwa 5.776 Hektar groß und damit nach den Ostfriesischen Meeren das zweitgrößte Vogelschutzgebiet des Landkreises und ist zugleich Projektgebiet des LIFE+ Natur Projektes „Wiesenvögel“. Als untere Naturschutzbehörden sind der Landkreis Aurich, die Stadt Emden sowie der Niedersächsischen Landesbetrieb für Wasserwirtschaft, Küsten- und Naturschutz (NLWKN) zuständig.

## Beschreibung des Gebiets
Das Vogelschutzgebiet liegt binnendeichs im Bereich der Emsmündung zwischen Emden und Greetsiel auf dem Gebiet der Gemeinde Krummhörn sowie mit kleineren Teilbereichen auf dem Gebiet der Stadt Emden. Seeseitig grenzt es an den Nationalpark und das EU-Vogelschutzgebiet Niedersächsisches Wattenmeer an. Es ist zu 84,67 Prozent deckungsgleich mit dem gleichnamigen Landschaftsschutzgebiet, das zur Sicherung des Vogelschutzgebietes eingerichtet wurde. Die restlichen Flächen des Vogelschutzgebietes  werden  zum Teil von dem bestehenden Naturschutzgebiet (NSG) „Leyhörn“  abgedeckt.  In kleinen Teilen überschneidet es sich mit dem FFH-Gebiet 002 „Unterems und Außenems“. Naturräumlich gehört das Gebiet zu den Emsmarschen.
Das Gebiet ist durch offenes Marschland geprägt und durch röhrichtbestandene Gräben und kleinen Fließgewässer (Tiefs) gegliedert.  Das Areal ist dünn besiedelt, im Schutzgebiet liegen lediglich mehrere verstreute Gehöfte. Durch starke Entwässerung ist eine großflächige intensive landwirtschaftliche Nutzung möglich, die überwiegend durch Grünland- und Ackernutzung geprägt ist.

## Flora und Fauna
Das Vogelschutzgebiet steht in enger ökologischer Beziehung zu benachbarten Vogelschutzgebieten im Küstenbereich sowie dem Wattenmeer. Größere Röhrichtbestände finden sich an den zahlreichen Tiefs, auf ehemaligen Spülflächen entlang des Knockster Tiefes sowie im Bereich der ehemaligen Kleipütten bei Hauen. nach Angaben des Niedersächsischen Landesbetrieb für Wasserwirtschaft, Küsten- und Naturschutz (NLWKN) ist das Gebiet ein bedeutender Hochwasserfluchtplatz sowie wichtiges Rast- und Überwinterungsgebiet für nordische Gänse, Enten und Limikolen. Es gibt große Bestände an Weißwangen-, Bläss- und Graugans, die ihre Schlafplätze im Bereich der Leybucht sowie des Dollarts haben und die Krummhörn als Nahrungsraum nutzen. Auch die Limikolen des angrenzenden Wattenmeeres wie etwa Alpenstrandläufer, Großer Brachvogel, Goldregenpfeifer nutzen das Gebiet als Nahrungsraum sowie als Hochwasserfluchtplatz. Als Brutgebiet hat die Krummhörn für Wiesenvögel große Bedeutung. In den Röhrichten brüten Blaukehlchen und Schilfrohrsänger, die in der Krummhörn ein Schwerpunktvorkommen in Niedersachsen haben. Auch die Bestände der Wiesenweihen, die im und am Rande des Vogelschutzgebietes brüten und in den Niederungen auf Nahrungssuche gehen, gelten als bedeutend.